# Waterstoniella delicata
Waterstoniella delicata är en stekelart som beskrevs av Wiebes 1992. Waterstoniella delicata ingår i släktet Waterstoniella och familjen fikonsteklar. Inga underarter finns listade i Catalogue of Life.